# 오시로이

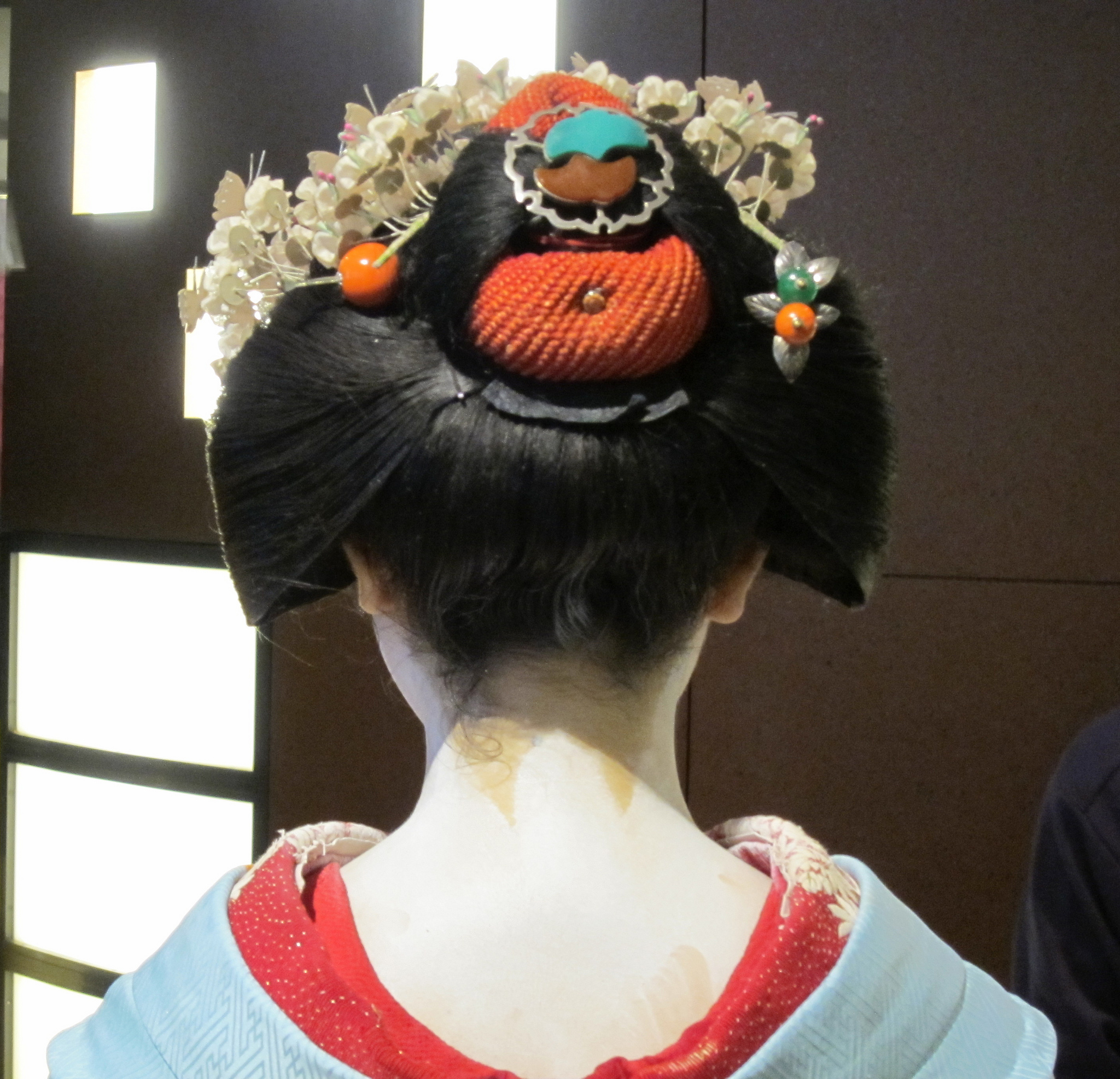
목에 바른 모습

오시로이(白粉) 동아시아의 전통 화장품이다. 현대 일본에서는 게이샤와 마이코가 피부를 하얗게 하기 위해 바르는 가루이다.